# Ulrich Luder

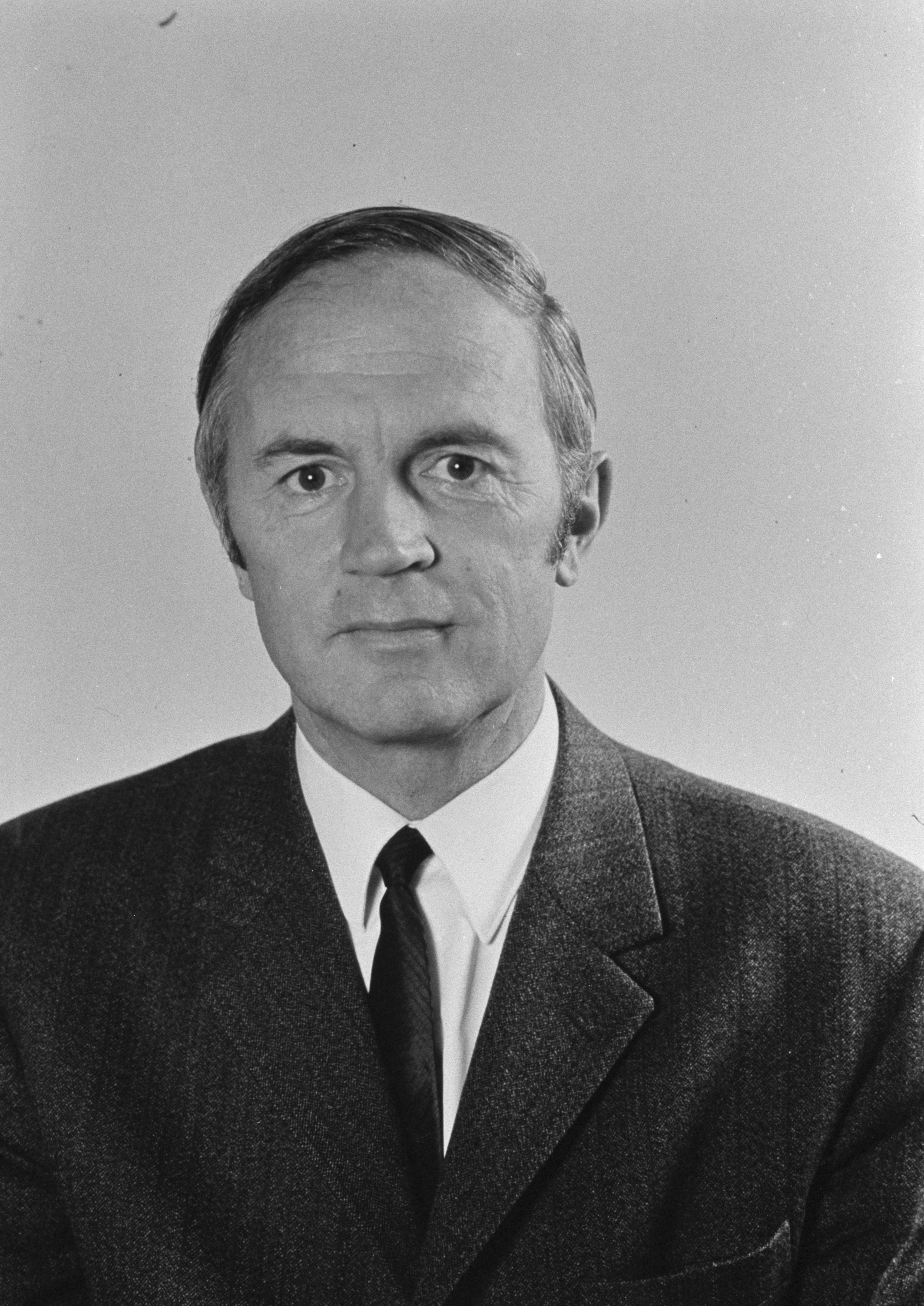
Ulrich Luder (1971)

Ulrich Luder (* 18. Januar 1919 in Solothurn; † 4. Oktober 1987 ebenda, heimatberechtigt in Höchstetten) war ein Schweizer Journalist, Chefredaktor und Verwaltungsratspräsident sowie Politiker (FDP).

## Biografie
Ulrich Luder wuchs in Solothurn auf, wo er die Kantonsschule besuchte. Nach Schulabschluss studierte er von 1939 bis 1945 Rechtswissenschaften an der Universität Zürich. Später wurde er in diesem Fach auch promoviert. Ab 1947 arbeitete Luder als Redaktor bei der Solothurner Zeitung, von 1960 bis 1974 war er dort als Chefredaktor tätig. Danach war Luder beim Herausgeber der Solothurner Zeitung, dem Medienunternehmen Vogt-Schild, zunächst als Direktionspräsident und von 1983 bis zu seinem Tod als Präsident des Verwaltungsrats tätig.
Seit 1969 setzte er sich gemeinsam mit Walter Brülisauer, dem Redaktor und späteren Chefredaktor (1979–1983), für eine politische Öffnung der ursprünglich parteipolitisch auf die Freisinnig-Demokratische Partei (FDP) fixierten Solothurner Zeitung ein. Schliesslich verzichtete die Zeitung ab August 1976 auf den bislang geführten Untertitel «Freisinnig-demokratische Tageszeitung» und betonte so ihre Unabhängigkeit von der Partei.
Luder war Mitglied der Freisinnig-Demokratischen Partei und stand deren Solothurner Kantonalpartei von 1963 bis 1973 als Präsident vor. Von 1953 bis 1969 war er Mitglied des Kantonsrates von Solothurn. Bei den Schweizer Parlamentswahlen 1967 wurde Luder zum Ständerat gewählt und hielt dieses Amt bis 1979 inne, von 1978 bis 1979 war er Ständeratspräsident.
Ulrich Luder war verheiratet.

## Werke (Auswahl)
- Der Hausierhandel im schweizerischen Recht. Vogt-Schild, Solothurn 1945 (Diss. Jur. Univ. Zürich).
- Oscar Munzinger als solothurnischer Staatsmann. Vortrag in der Töpfergesellschaft in Solothurn am 8. Februar 1950,[4] veröffentlicht in der Solothurner Zeitung 1950, Nr. 33–37, vom 9., 10., 11., 13. und 14. Februar 1950.[5]
- 1559. Solothurn und seine St. Lukasbruderschaft vor 400 Jahren. St. Lukasbruderschaft, Solothurn 1964 (Festrede).
- mit Paul Lüthy: 100 Jahre Solothurnische Leihkasse 1865–1965. Solothurnische Leihkasse, Solothurn 1966.
- Über den Tag hinaus. Poesie und Politik. Vogt-Schild, Solothurn 1996, ISBN 3-85962-109-2.